# Tercera Federación - Grupo IX 2023-24
La temporada 2023-24 del Grupo IX de la Tercera Federación de fútbol comenzó el 9 de septiembre de 2023 y finalizó el 12 de mayo de 2024. Posteriormente se disputó la promoción de ascenso entre el 19 de mayo y el 9 de junio en su fase territorial, y para finalizar en su fase nacional entre el 16 y 23 de mayo. Se trata de la tercera edición tras la restructuración de las categorías no profesionales por parte de la RFEF a causa de la pandemia global causada por el Coronavirus; y es la quinta categoría a nivel nacional.

## Sistema de competición
Participan dieciocho clubes encuadrados en un único grupo. Se enfrentan todos contra todos en dos ocasiones -una en campo propio y otra en campo contrario- durante un total de 34 jornadas. El orden de los encuentros se decide por sorteo antes de empezar la competición. La Federación de Fútbol de Andalucía es la responsable de designar las fechas de los partidos y los árbitros de cada encuentro, reservando al equipo local la potestad de fijar el horario exacto de cada encuentro.
Una vez finalizada la competición, el primer clasificado asciende directamente a Segunda Federación y se proclama campeón de Tercera Federación.
Los clasificados entre el segundo y el quinto lugar disputan un Play Off territorial en formato de eliminatorias a doble partido ida y vuelta. En caso de empate el vencedor de la eliminatoria es el equipo mejor clasificado. El equipo vencedor de este Play Off se clasifica a la Promoción de ascenso a Segunda Federación que tiene carácter de final interterritorial.
Los tres últimos clasificados descienden directamente a División de Honor Andaluza o a Primera División Autonómica de Melilla. Puede haber más descensos por arrastre provocados por descensos de superior categoría.

## Ascensos y descensos
| Pos. | Ascendidos a 2.ª Federación |
| ---- | --------------------------- |
| 1º   | Marbella F. C.              |
| 3º   | El Palo F. C.               |

| Pos. | Descendidos de 2.ª División RFEF |
| ---- | -------------------------------- |
| 15.º | C. P. El Ejido                   |
| 16.º | Juventud de Torremolinos C. F.   |
| 17.º | Atlético Mancha Real             |

| Pos. | Ascendidos de División de Honor |
| ---- | ------------------------------- |
| 1º   | C. D. Rincón                    |
| 2º   | C. P. Almería                   |

| Pos. | Ascendidos de Preferente de Melilla |
| ---- | ----------------------------------- |
| 1º   | Atlético Melilla C. F.              |

| Pos. | Descendidos a División de Honor y Preferente de Melilla |
| ---- | ------------------------------------------------------- |
| 15.º | Atlético Porcuna C. F.                                  |
| 16.º | C. D. Huracán Melilla                                   |

## Equipos

### Listado de equipos
| Equipo                               | Estadio                                       | Fundación | Localidad             | Provincia         | Comunidad / Ciudad Autónoma |
| ------------------------------------ | --------------------------------------------- | --------- | --------------------- | ----------------- | --------------------------- |
| C. P. Almería                        | Ciudad Deportiva de Los Ángeles               | 1983      | Almería               | Almería           | Andalucía (zona oriental)   |
| U. D. Almería "B"                    | Anexo Estadio Juegos Mediterráneos            | 1997      | Almería               | Almería           | Andalucía (zona oriental)   |
| C. P. El Ejido                       | Estadio Municipal de Santo Domingo            | 2012      | El Ejido              | Almería           | Andalucía (zona oriental)   |
| Arenas de Armilla CyD                | Estadio Municipal                             | 1931      | Armilla               | Granada           | Andalucía (zona oriental)   |
| C. D. Huétor Tájar                   | Estadio Miguel Moranto                        | 1940      | Huétor Tájar          | Granada           | Andalucía (zona oriental)   |
| C. D. Huétor Vega                    | Estadio Municipal Las Viñas                   | 1927      | Huétor Vega           | Granada           | Andalucía (zona oriental)   |
| F. C. Málaga City                    | Pepe Luis Bobadilla                           | 2013      | Almuñécar             | Granada           | Andalucía (zona oriental)   |
| U. D. Maracena                       | Ciudad Deportiva                              | 1956      | Maracena              | Granada           | Andalucía (zona oriental)   |
| C. F. Motril                         | Estadio Escribano Castilla                    | 2012      | Motril                | Granada           | Andalucía (zona oriental)   |
| Real Jaén C. F.                      | La Victoria                                   | 1929      | Jaén                  | Jaén              | Andalucía (zona oriental)   |
| Atlético Mancha Real                 | La Juventud                                   | 1984      | Mancha Real           | Jaén              | Andalucía (zona oriental)   |
| C. D. U. D. Ciudad de Torredonjimeno | Estadio Matías Prats                          | 2009      | Torredonjimeno        | Jaén              | Andalucía (zona oriental)   |
| C. D. Torreperogil                   | Estadio Abdón Martinez                        | 2008      | Torreperogil          | Jaén              | Andalucía (zona oriental)   |
| Juventud de Torremolinos C. F.       | El Pozuelo                                    | 1958      | Torremolinos          | Málaga            | Andalucía (zona oriental)   |
| Atlético Malagueño                   | Ciudad Deportiva FMF Estadio Ciudad de Málaga | 1990      | Málaga                | Málaga            | Andalucía (zona oriental)   |
| C. D. Rincón                         | Francisco Romero                              | 1964      | Rincón de la Victoria | Málaga            | Andalucía (zona oriental)   |
| U. D. Torre del Mar                  | Estadio Juan Manuel Azuaga                    | 1971      | Torre del Mar         | Málaga            | Andalucía (zona oriental)   |
| Atlético Melilla C. F.               | Campo de La Espiguera                         | 2022      | Melilla               | Ciudad de Melilla | Melilla                     |

| CP Almería Almería "B" Arenas El Ejido Huétor Tájar Huétor Vega Real Jaén Málaga City Maracena At. Malagueño At. Mancha Real Motril Rincón Torredonjimeno Torremolinos Torreperogil Torre del Mar |

| At. Melilla |

## Clasificación
| Pos. | Equipo                                | Pts. | PJ | G  | E  | P  | GF | GC  | Dif. |                                                    |
| ---- | ------------------------------------- | ---- | -- | -- | -- | -- | -- | --- | ---- | -------------------------------------------------- |
| 1    | Juventud de Torremolinos C. F. (A, C) | 76   | 34 | 23 | 7  | 4  | 65 | 23  | +42  | Ascenso a Segunda Federación y Copa del Rey        |
| 2    | Real Jaén C. F.                       | 73   | 34 | 22 | 7  | 5  | 66 | 28  | +38  | Acceso a Promoción de Ascenso a Segunda Federación |
| 3    | Atlético Malagueño                    | 67   | 34 | 19 | 10 | 5  | 54 | 20  | +34  | Acceso a Promoción de Ascenso a Segunda Federación |
| 4    | U. D. Almería "B" (A)                 | 67   | 34 | 19 | 10 | 5  | 75 | 28  | +47  | Acceso a Promoción de Ascenso a Segunda Federación |
| 5    | U. D. Torre del Mar                   | 62   | 34 | 18 | 8  | 8  | 44 | 30  | +14  | Acceso a Promoción de Ascenso a Segunda Federación |
| 6    | C. F. Motril                          | 50   | 34 | 13 | 11 | 10 | 36 | 23  | +13  |                                                    |
| 7    | Arenas de Armilla CyD                 | 48   | 34 | 14 | 6  | 14 | 34 | 39  | −5   |                                                    |
| 8    | C. P. Almería                         | 46   | 34 | 11 | 13 | 10 | 39 | 37  | +2   |                                                    |
| 9    | C. D. Huétor Vega                     | 46   | 34 | 13 | 7  | 14 | 40 | 41  | −1   |                                                    |
| 10   | C. D. U. D. Ciudad de Torredonjimeno  | 43   | 34 | 11 | 10 | 13 | 46 | 46  | 0    |                                                    |
| 11   | Atlético Mancha Real                  | 39   | 34 | 9  | 12 | 13 | 41 | 43  | −2   |                                                    |
| 12   | C. D. Torreperogil                    | 38   | 34 | 9  | 11 | 14 | 31 | 42  | −11  |                                                    |
| 13   | C. P. El Ejido                        | 37   | 34 | 7  | 16 | 11 | 30 | 41  | −11  |                                                    |
| 14   | C. D. Huétor Tájar                    | 35   | 34 | 7  | 14 | 13 | 25 | 39  | −14  |                                                    |
| 15   | F. C. Málaga City                     | 33   | 34 | 7  | 12 | 15 | 27 | 47  | −20  |                                                    |
| 16   | U. D. Maracena (D)                    | 31   | 34 | 6  | 13 | 15 | 29 | 50  | −21  | Descenso a División de Honor                       |
| 17   | C. D. Rincón (D)                      | 28   | 34 | 6  | 10 | 18 | 30 | 54  | −24  | Descenso a División de Honor                       |
| 18   | Atlético Melilla C. F. (D)            | 4    | 34 | 0  | 7  | 27 | 18 | 101 | −83  | Descenso a División de Honor                       |

Actualizado a los partidos jugados el 24 de mayo de 2024.
 Fuente: Resultados Fútbol
Notas:
1. ↑  Durante el mes de enero el C. P. El Ejido fue penalizado con la pérdida de dos puntos por incumplir de manera continuada con el abono de los honorarios arbitrales.[4] Sin embargo, la penalización fue retirada en el mes de abril luego de que el club consiguió liquidar su deuda.[5]
2. ↑  El Atlético Melilla C. F. fue sancionado con la retirada de tres puntos debido a que el equipo se vio involucrado en actos de violencia en el partido ante el C. F. Motril correspondiente a la jornada 25.[6]

## Resultados
| Local \ Visitante                    | ALM | ALR | ARE | AMG | AMR | AML  | EJI | HTA | HVE | JAE | JUV | MAL | MAR | MOT | RIN | TDM | TDJ | TRP |
| ------------------------------------ | --- | --- | --- | --- | --- | ---- | --- | --- | --- | --- | --- | --- | --- | --- | --- | --- | --- | --- |
| C. P. Almería                        | —   | 0–0 | 0–0 | 0–4 | 1–2 | 2–0  | 2–0 | 0–0 | 4–1 | 1–3 | 1–0 | 4–1 | 3–1 | 0–0 | 1–0 | 0–0 | 2–1 | 2–0 |
| U. D. Almería "B"                    | 2–1 | —   | 2–0 | 0–2 | 0–0 | 14–1 | 5–0 | 3–1 | 1–0 | 0–1 | 1–4 | 6–0 | 2–0 | 1–0 | 4–0 | 1–0 | 4–0 | 3–3 |
| Arenas de Armilla CyD                | 3–1 | 1–3 | —   | 0–1 | 0–0 | 3–1  | 1–2 | 1–0 | 1–1 | 0–2 | 1–2 | 1–0 | 1–0 | 1–1 | 1–2 | 0–2 | 2–1 | 1–0 |
| Atlético Malagueño                   | 3–1 | 0–0 | 1–0 | —   | 3–1 | 3–0  | 2–2 | 0–0 | 1–1 | 1–0 | 1–2 | 3–0 | 3–0 | 1–1 | 1–0 | 0–1 | 0–0 | 5–0 |
| Atlético Mancha Real                 | 2–2 | 2–2 | 1–2 | 2–1 | —   | 9–0  | 0–0 | 1–1 | 0–2 | 2–2 | 0–3 | 2–1 | 0–0 | 4–2 | 2–0 | 0–1 | 3–2 | 0–1 |
| Atlético Melilla C. F.               | 2–4 | 2–4 | 0–2 | 0–1 | 1–1 | —    | 1–1 | 0–1 | 0–3 | 0–1 | 1–2 | 0–2 | 0–0 | 0–0 | 1–1 | 2–4 | 0–1 | 0–1 |
| C. P. El Ejido                       | 0–1 | 1–1 | 2–0 | 1–0 | 0–0 | 3–1  | —   | 0–0 | 0–0 | 1–2 | 0–4 | 1–1 | 1–1 | 2–1 | 1–0 | 1–2 | 1–2 | 1–2 |
| C. D. Huétor Tájar                   | 0–0 | 0–2 | 2–4 | 0–0 | 1–1 | 2–0  | 0–0 | —   | 0–1 | 2–3 | 2–1 | 0–0 | 0–0 | 0–2 | 1–1 | 0–0 | 3–1 | 0–0 |
| C. D. Huétor Vega                    | 0–0 | 0–1 | 0–0 | 0–2 | 3–1 | 3–1  | 1–2 | 2–2 | —   | 1–0 | 0–2 | 2–0 | 5–1 | 0–2 | 1–3 | 1–0 | 1–3 | 3–2 |
| Real Jaén C. F.                      | 2–0 | 1–1 | 2–0 | 1–2 | 3–0 | 7–0  | 0–0 | 2–1 | 1–0 | —   | 2–1 | 4–0 | 2–1 | 1–2 | 2–2 | 3–0 | 4–1 | 1–0 |
| Juventud de Torremolinos C. F.       | 1–1 | 1–0 | 5–0 | 1–1 | 3–0 | 3–1  | 2–2 | 4–0 | 3–0 | 1–1 | —   | 1–0 | 2–1 | 1–0 | 3–0 | 1–0 | 1–0 | 0–0 |
| F. C. Málaga City                    | 1–1 | 1–2 | 1–1 | 1–3 | 1–0 | 1–1  | 0–0 | 3–0 | 0–1 | 2–3 | 0–1 | —   | 1–0 | 0–1 | 1–0 | 0–2 | 3–2 | 0–0 |
| U. D. Maracena                       | 2–1 | 3–1 | 1–2 | 2–2 | 0–0 | 3–1  | 1–1 | 0–1 | 0–1 | 1–2 | 1–5 | 1–1 | —   | 0–0 | 0–4 | 1–1 | 0–0 | 1–1 |
| C. F. Motril                         | 1–0 | 1–1 | 1–0 | 2–0 | 0–2 | 3–0* | 1–0 | 3–0 | 1–0 | 0–0 | 0–1 | 1–2 | 1–1 | —   | 1–1 | 6–0 | 1–0 | 0–0 |
| C. D. Rincón                         | 1–1 | 0–0 | 0–2 | 1–2 | 1–2 | 2–0  | 2–2 | 0–3 | 3–2 | 1–3 | 1–1 | 0–0 | 0–3 | 1–0 | —   | 0–4 | 1–1 | 1–2 |
| U. D. Torre del Mar                  | 0–0 | 0–3 | 0–1 | 0–2 | 1–0 | 3–0  | 2–0 | 3–1 | 1–0 | 3–1 | 1–1 | 0–0 | 4–0 | 2–1 | 2–1 | —   | 1–1 | 1–0 |
| C. D. U. D. Ciudad de Torredonjimeno | 3–1 | 1–1 | 0–2 | 0–0 | 2–1 | 10–0 | 2–1 | 1–0 | 2–2 | 1–1 | 0–2 | 2–2 | 0–1 | 1–0 | 2–1 | 1–1 | —   | 0–2 |
| C. D. Torreperogil                   | 1–1 | 1–4 | 2–0 | 0–3 | 1–0 | 1–1  | 1–1 | 0–1 | 1–2 | 0–3 | 4–0 | 1–1 | 1–2 | 0–0 | 1–0 | 1–2 | 1–2 | —   |

[*] Resultado decretado por la RFAF en penalización al Atlético Melilla C. F por incitar a actos violentos en el juego. El partido había sido suspendido al medio tiempo con un marcador de 0-2.

## Play Off de Ascenso a Segunda Federación
|  | Semifinales             | Semifinales             | Semifinales             | Semifinales             | Semifinales             |   |    | Final                  | Final                  | Final                  | Final                  | Final                  |  |
|  | 19 y 26 de mayo de 2024 | 19 y 26 de mayo de 2024 | 19 y 26 de mayo de 2024 | 19 y 26 de mayo de 2024 | 19 y 26 de mayo de 2024 |   |    | 2 y 9 de junio de 2024 | 2 y 9 de junio de 2024 | 2 y 9 de junio de 2024 | 2 y 9 de junio de 2024 | 2 y 9 de junio de 2024 |  |
|  |                         |                         |                         |                         |                         |   |    |                        |                        |                        |                        |                        |  |
|  |                         |                         |                         |                         |                         |   |    |                        |                        |                        |                        |                        |  |
|  | 5º                      | U. D. Torre del Mar     | 1                       | 0                       | 1                       |   |    |                        |                        |                        |                        |                        |  |
|  | 5º                      | U. D. Torre del Mar     | 1                       | 0                       | 1                       |   |    |                        |                        |                        |                        |                        |  |
|  | 2º                      | Real Jaén C. F.         | 1                       | 0                       | 1                       |   |    |                        |                        |                        |                        |                        |  |
|  | 2º                      | Real Jaén C. F.         | 1                       | 0                       | 1                       |   | 2º | Real Jaén C. F.        | 2                      | 1                      | 3                      |                        |  |
|  |                         |                         |                         |                         |                         |   | 2º | Real Jaén C. F.        | 2                      | 1                      | 3                      |                        |  |
|  |                         |                         | 4º                      | U. D. Almería "B"       | 2                       | 2 | 4  |                        |                        |                        |                        |                        |  |
|  | 4º                      | U. D. Almería "B"       | 4º                      | U. D. Almería "B"       | 2                       | 2 | 4  | 3                      | 2                      | 5                      |                        |                        |  |
|  | 4º                      | U. D. Almería "B"       |                         |                         |                         |   |    | 3                      | 2                      | 5                      |                        |                        |  |
|  | 3º                      | Atlético Malagueño      | 1                       | 1                       | 2                       |   |    |                        |                        |                        |                        |                        |  |
|  | 3º                      | Atlético Malagueño      | 1                       | 1                       | 2                       |   |    |                        |                        |                        |                        |                        |  |
|  |                         |                         |                         |                         |                         |   |    |                        |                        |                        |                        |                        |  |

## Clasificado a la Copa del Rey
| Bandera de Andalucía           |
| Juventud de Torremolinos C. F. |
| 1º Puesto                      |

Nota: Hay posibilidad de que el subcampeón se clasifique a la Copa del Rey si no es un equipo filial.